# Annabel Goldsmith
Annabel Goldsmith (ur. 13 czerwca 1934 jako Annabel Vane-Tempest-Stewart), najstarsze dziecko Robina Vane-Tempest-Stewarta, 8. markiza Londonderry i Romaine Combe, córki majora Boyce'a Combe'a.
Jej pierwszym mężem był Nowozelandczyk Marcus Lecky Oswald Hornby Birley, syn malarza sir Oswalda Birleya. Ślub miał miejsce 10 marca 1954 r. w londyńskim Caxton Hall. Birley był właścicielem kilku nocnych klubów, z których jeden, otwarty w 1962 r., nazwał na cześć żony Annabel's. Marcus i Annabel mieli razem dwóch synów i córkę:
- Robert Birley, utonął w tajemniczych okolicznościach w Togo w 1986 r. (ciała nie odnaleziono)
- Robin Birley, został pogryziony przez tygrysa w prywatnym zoo przyjaciela rodziny, Johna Aspinalla
- India Jane Birley, portrecistka

Lady Annabel obracała się w kręgach towarzyskich Londynu. Wśród jej najbliższych znajomych znajdowali się m.in. hazardzista i właściciel zoo John Aspinall i słynny lord Lucan, który zniknął w 1974 r. po zabójstwie opiekunki swoich dzieci. W 1964 r. lady Annabel poznała przedsiębiorcę sir Jamesa Goldsmitha (26 lutego 1933 - 18 lipca 1997), syna majora Franka Goldsmitha i Marcelle Mouiler, i została jedną z jego licznych kochanek. Ten romans i narodziny córki ze związku z Goldsmithem, przyczyniły się do rozwodu lady Annabel z Marcusem Birleyem w 1975 r.
W 1978 r. poślubiła Jamesa Goldsmitha. Miała razem z nim dwóch synów i córkę:
- Jemima Goldsmith (ur. 30 stycznia 1974)
- Zac Goldsmith (ur. 20 stycznia 1975)
- Benjamin Goldsmith (ur. październik 1980)

Sir James Goldsmith zmarł w 1997 r. na raka trzustki. Lady Annabel zajęła się pisaniem książek. Napisała do tej pory dwie: swoją autobiografię zatytułowaną Annabel: The Unconventional Life: The Memories of Lady Annabel Goldsmith, wydaną w Londynie w 2004 r., oraz "autobiografię" swojego psa zatytułowaną Copper: A Dog's Life, wydaną w 2006 r. w Londynie.